# 偷牌
偷牌（飛牌）是橋牌的一種打牌技巧，當對方的一、兩張大牌配置合宜時，已方可用次大的牌戲劇性地多贏取一、兩磴。飛牌有單飛、雙飛、深飛等種類。

## 單飛
單飛是對單張未見大牌的偷牌方式。例如：
| ♠ 6 3 |
|       |
| ♠ K 7 |

明手牌面有黑桃6、3，莊家手上有黑桃K、7，輪由夢家引牌。
此時莊家猜想黑桃A在東家，決定偷牌。先由明手打出6或3，如果東家撲出A，莊家就放7，後續將可以K贏得一磴。如果東跟小，莊家就上K實拿一磴。
但若黑桃A並不在東家，而是在西家，則偷牌失效，莊家手上的黑桃K將無法嬴得一磴。
| ♠ A Q |
|       |
| ♠ 6 3 |

明手牌面有黑桃A、Q，莊家手上有黑桃6、3，輪由莊家引牌。
此時莊家猜想黑桃K在西家，決定偷牌。先由莊家打出6或3，如果西家撲出K，莊家就放A，後續將可以Q再贏得一磴。如果西跟小，莊家就上Q實拿一磴。
但若黑桃K並不在西家，而是在東家，則偷牌失效，明手手上的黑桃Q將無法嬴得一磴。

## 雙飛
雙飛是對兩張未見大牌的偷牌方式。例如：
| ♠ A J 10 4 |
|            |
| ♠ 7 5 3 2  |

莊家手上有黑桃7、5、3、2，明手牌面有黑桃A、J、10、4，輪由莊家引牌。
莊家可以從手上打出小牌，西如果不出K或Q，明手就出10飛﹔西如果出K或Q，明手就出A蓋過。然後莊家要爭取上手，再飛一次。